# Dzięcioł białogrzbiety

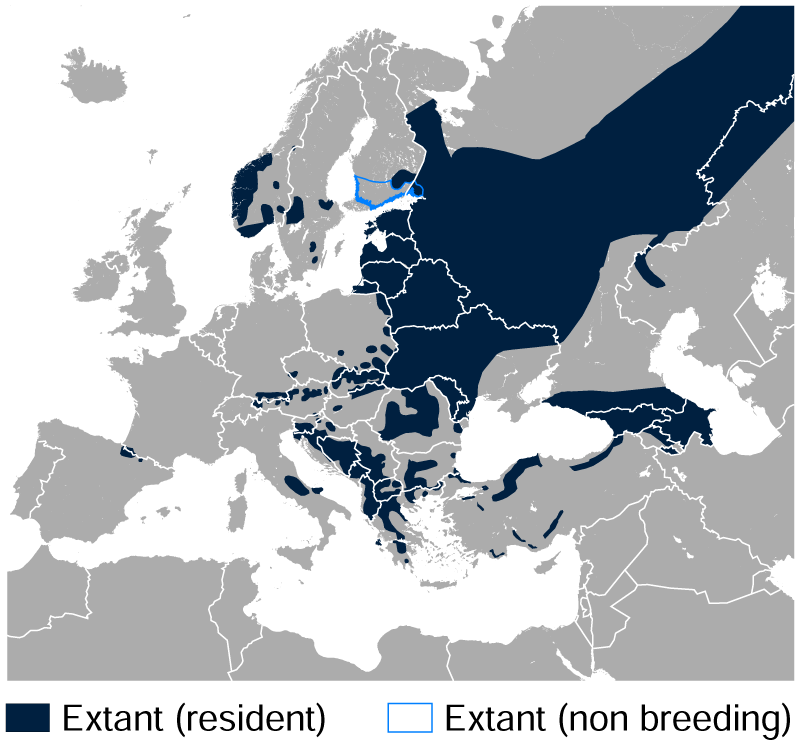
Rozmieszczenie w Europie i zachodniej Azji

Dzięcioł białogrzbiety (Dendrocopos leucotos) – gatunek średniej wielkości osiadłego ptaka z rodziny dzięciołowatych (Picidae). Zamieszkuje pas lasów liściastych Eurazji od Renu po wybrzeże Pacyfiku i wyspy w jego zachodniej części. Nie jest zagrożony.

## Podgatunki i zasięg występowania
Zamieszkuje wschodnią Europę ( w innych jej częsciach wyspowo) Kaukaz, Grecję, północną i południową Turcję, zachodnią Norwegię, południową Szwecję i w pasie przechodzącym przez: Rosję, północny Kazachstan i Mongolię, aż po Japonię i Chiny. Spotkamy go również na Kamczatce.
Wyróżnia się 11 lub 12 podgatunków D. leucotos:
- D. l. leucotos (Bechstein, 1802) – dzięcioł białogrzbiety[6] – podgatunek nominatywny, występuje w północnej, środkowej Europie oraz dalej na wschód przez południową Rosję po Kamczatkę, Sachalin, północno-wschodnie Chiny i Półwysep Koreański. W Polsce bardzo nielicznie lęgowy niemal wyłącznie na wschód od Wisły[7] m.in. w Gorcach[8]. W latach 2013–2017 jego liczebność na terenie kraju szacowano na 1500–2000 par[9].
- D. l. uralensis (Malherbe, 1860) – zachodni Ural do jeziora Bajkał
- D. l. lilfordii (Sharpe & Dresser, 1871) – dzięcioł łuskogrzbiety[6] – Pireneje, środkowe Włochy, Bałkany, Azja Mniejsza i Kaukaz. Zamiast białej barwy, jak u podgatunku D.l. leucotos posiada bardziej rdzawy odcień. Kuper i boki prążkowane.
- D. l. tangi Cheng, 1956 – zachodnio-środkowe Chiny
- D. l. subcirris (Stejneger, 1886) – Hokkaido (Japonia)
- D. l. stejnegeri (Kuroda, Nagamichi, 1921) – północne Honsiu (Japonia)
- D. l. namiyei (Stejneger, 1886) – południowe Honsiu, Kiusiu i Sikoku (Japonia)
- D. l. takahashii (Kuroda & Mori, 1920) – wyspa Ullŭng-do (Korea Południowa)
- D. l. owstoni (Ogawa, 1905) – dzięcioł większy[6] – Amami Ōshima (północna część archipelagu Riukiu); przez Handbook of the Birds of the World i IUCN uznawany jest za osobny gatunek[2].
- D. l. quelpartensis (Kuroda & Mori, 1918) – wyspa Jeju-do (Korea Południowa)
- D. l. fohkiensis (Buturlin, 1908) – południowo-wschodnie Chiny
- D. l. insularis (Gould, 1863) – Tajwan

## Morfologia, głos i zachowanie

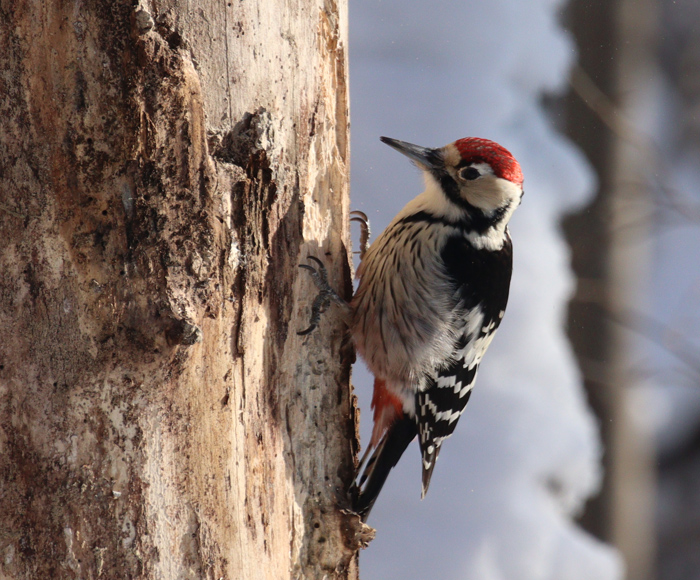
Samiec

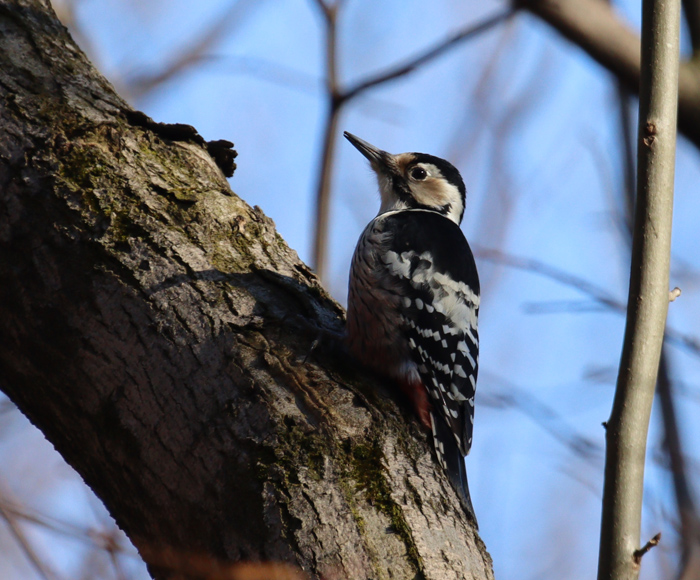
Samica

Wygląd, głos i zachowanieWyraźnie zaznaczony dymorfizm płciowy. Samiec ma białe czoło z czerwoną czapeczką, samica białe czoło i czarną czapeczkę. Posiada również białe pióra u nasady dzioba ( ta sama cecha występuje u dzięcioła białoszyjego). Płaszcz czarny, kuper biały (u podgatunku lilfordii prążkowany ), co odróżnia go od dzięcioła dużego i białoszyjego. Więcej białych pręg na skrzydłach, z czego najgrubsza znajduje się na pokrywach naskrzydłowych. Czarny ogon ze słabo widocznymi białymi kropkami na bocznych sterówkach. Spód biały z czarnymi podłużnymi kreskami. Podogonie czerwone. W locie uderza skrzydłami wolniej niż dzięcioł duży. Oznaczanie wieku na podstawie ubarwienia zazwyczaj jest niemożliwe. W Polsce jest największym dzięciołem pstrym. | Głos: Jego głos kontaktowy jest niższy i mniej ostry, niż u dzięcioła dużego. Wydawane "bjuk" jest powtarzane czasem wiele razy, gdy ptak jest podniecony. Bębnienie mocne z luźnym początkiem i słabszym przyspieszającym końcu. Bębnienie trwa ok. 1,6-2,1 s i jest dłuższe od dzięcioła trójpalczastego. Należy jednak pamiętać, że samica dzięcioła białogrzbietego bębni nieco krócej, przez co ryzyko pomyłki jest duże. | Zachowanie: Poza okresem lęgowym prowadzi samotniczy tryb życia
| Długość ciała | Długość skrzydeł                                                                                   | Rozpiętość skrzydeł | Masa ciała | Długość ogona |
| ------------- | -------------------------------------------------------------------------------------------------- | ------------------- | --- | ------------- |
| 25–28 cm      | samiec: ok: 14,5 cm samica: ok: 14,2 cm przybrzeżne 14,1 cm ± 2,4 cm w głębi lądu 14,5 cm ± 1,9 cm | 38–40 cm            | 84–117 g (samiec 94–117 g \| pisklę samca ok. 87,8 g) (samica 90–114 g \| pisklę samicy ok. 84,2 g) Ptaki z wybrzeża ważą zwykle kilka gram więcej | ok. 9,5 cm    |

## Ekologia

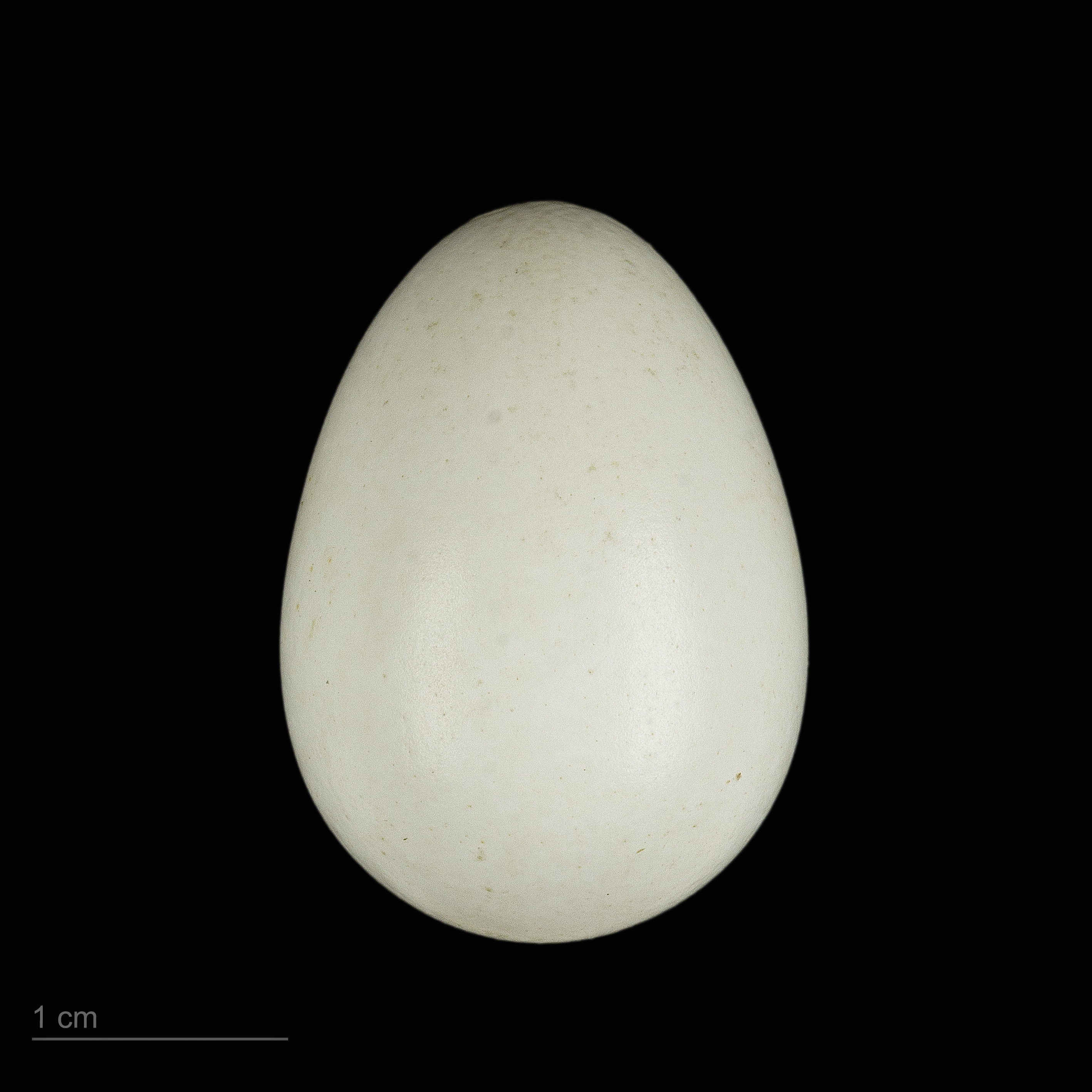
Dendrocopos leucotos leucotos

Dzięcioł białogrzbiety, tak samo jak inne dzięcioły, tworzy pary monogamiczne.
Genom mitochondrialny dzięcioła białogrzbietego ma długość 16 838 bp i składał się z 13 genów kodujących białka, dwóch rRNA, 22 tRNA, niekodującego regionu kontrolnego i regionu powtórzeń.

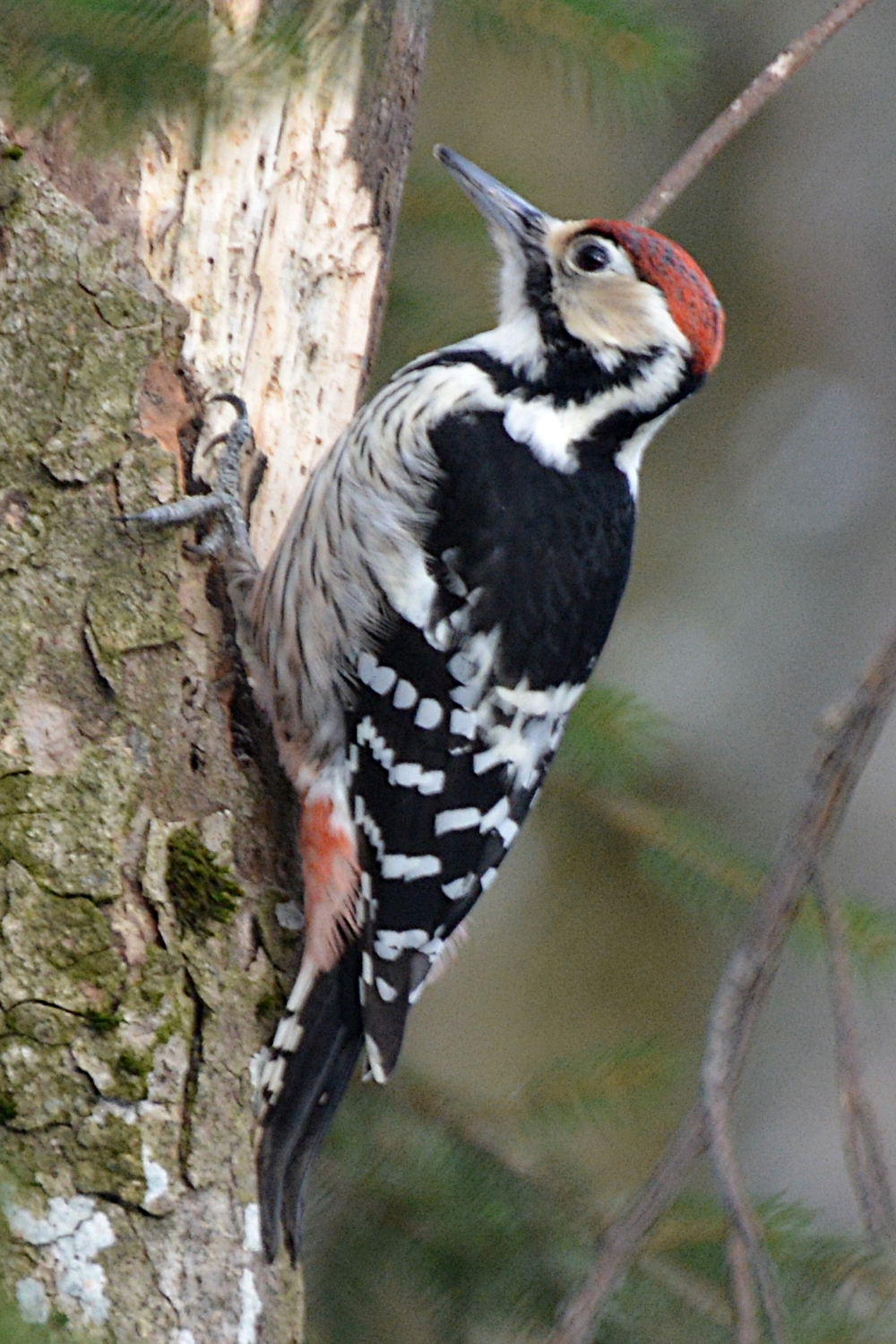
Pstrokate ubarwienie rzuca się w oczy.

BiotopPodmokłe lasy mieszane, zazwyczaj w pobliżu rzek i jezior, obfitujące w martwe drzewa m.in. osiki, wierzby, olsze i brzozy. Potrzebuje starych, albo martwych, ale dobrej jakości drzew. Dosyć licznie występuje w Puszczy Białowieskiej z populacją liczącą 115-130 par po stronie polskiej i 20-50 po białoruskiej. Białowieska populacja jest jedną z największych w środkowej i północnej Europie. Ze względu na małe zagęszczenie tego gatunku, ciężko go wykryć. Łatwiej go natomiast spotkać po okresie lęgowym, gdyż do populacji dołączają młode ptaki.
GniazdoW wilgotnym, zbutwiałym drzewie, zazwyczaj brzozie lub osice wykuwa dziuplę. Zazwyczaj poniżej 5 m nad ziemią. Otwór dziupli to ok. 5,5x6,5 cm.
JajaJeden lęg w roku, w kwietniu lub maju samica składa od 3 do 7 jaj. Jaja mają wydłużony kształt. Zaobserwowano, że ptaki na wybrzeżu składają jaja wcześniej, niż ptaki z lądu.
Wysiadywanie i pisklętaJaja wysiadywane są przez okres około 11 dni przez obydwoje rodziców. Pisklęta opuszczają gniazdo po około 24-28 dniach. Karmione są chrząszczami żyjącymi w drewnie.
PożywienieOwady, a także chrząszcze żyjące w drewnie. Zazwyczaj wydziobuje je ze spróchniałych i martwych drzew liściastych. Sporadycznie zjada również orzechy i jagody. Samce zwykle żerują bliżej ziemi na martwych drzewach lub złamanych przez burzę, które mają cienką warstwę kory. Ponadto zwykle szukają pożywienia głębiej niż samice. Zimą obie płcie spotykają się rzadko.

## Status i ochrona
Międzynarodowa Unia Ochrony Przyrody (IUCN) uznaje dzięcioła białogrzbietego za gatunek najmniejszej troski (LC – Least Concern). Liczebność światowej populacji, obliczona w oparciu o szacunki organizacji BirdLife International dla Europy z 2015 roku, mieści się w przedziale 1,32–3,35 miliona dorosłych osobników. Globalny trend liczebności populacji uznawany jest za spadkowy. Od 2014 roku IUCN uznaje dzięcioła większego (D. leucotos owstoni) za osobny gatunek. Zalicza go do kategorii NT (Near Threatened – bliski zagrożenia). Jego liczebność szacuje się na 1000–2499 dorosłych osobników, a trend liczebności uznawany jest za stabilny.
Na terenie Polski gatunek ten jest objęty ścisłą ochroną gatunkową. Wymaga ochrony czynnej. Na Czerwonej liście ptaków Polski został sklasyfikowany jako gatunek bliski zagrożenia (NT). Głównym zagrożeniem dla niego jest wycinka starych drzew i usuwanie spróchniałych pni.

## Linki zewnętrzne

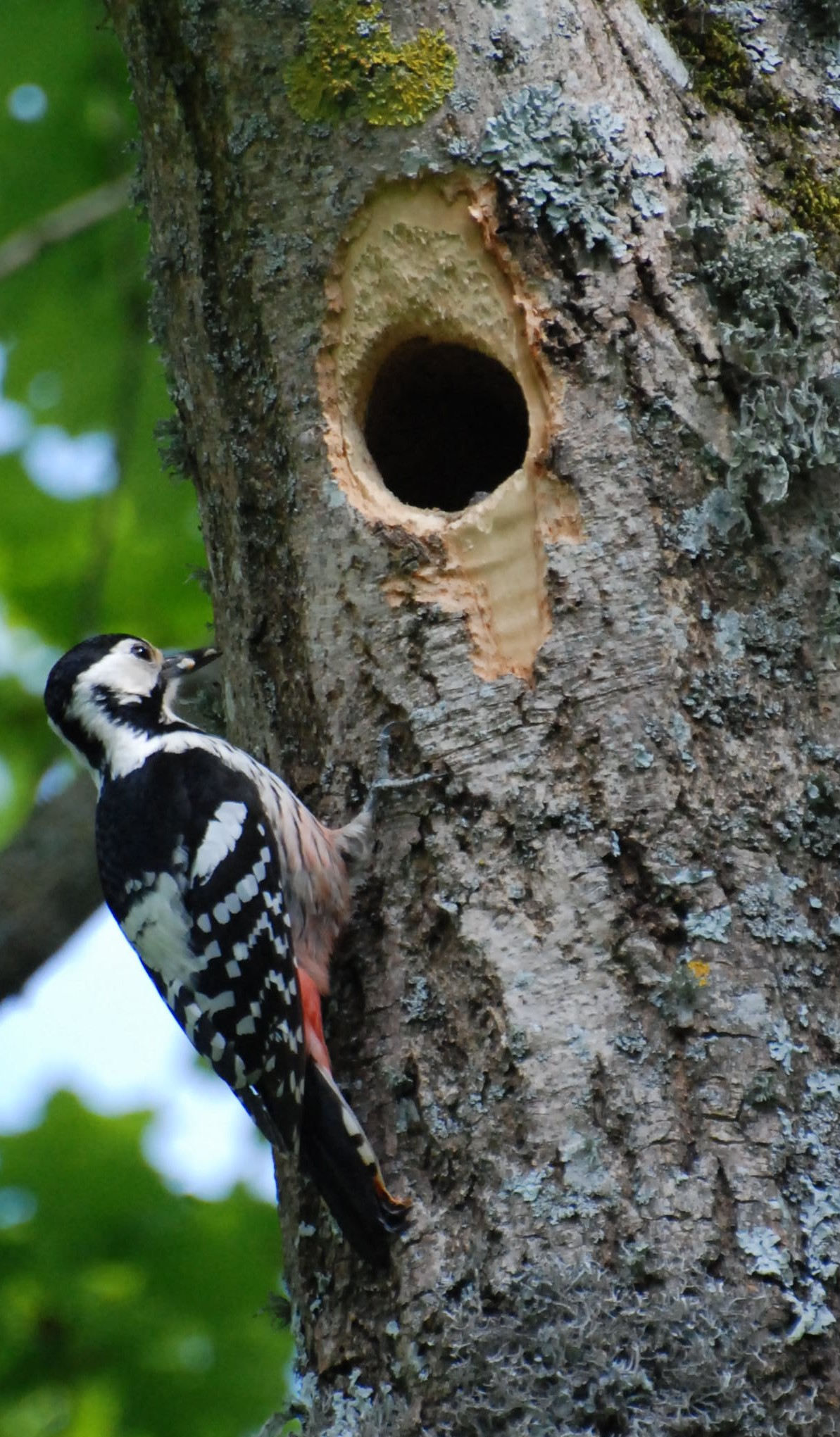
Samica przy dziupli.